# Bordado Crewel

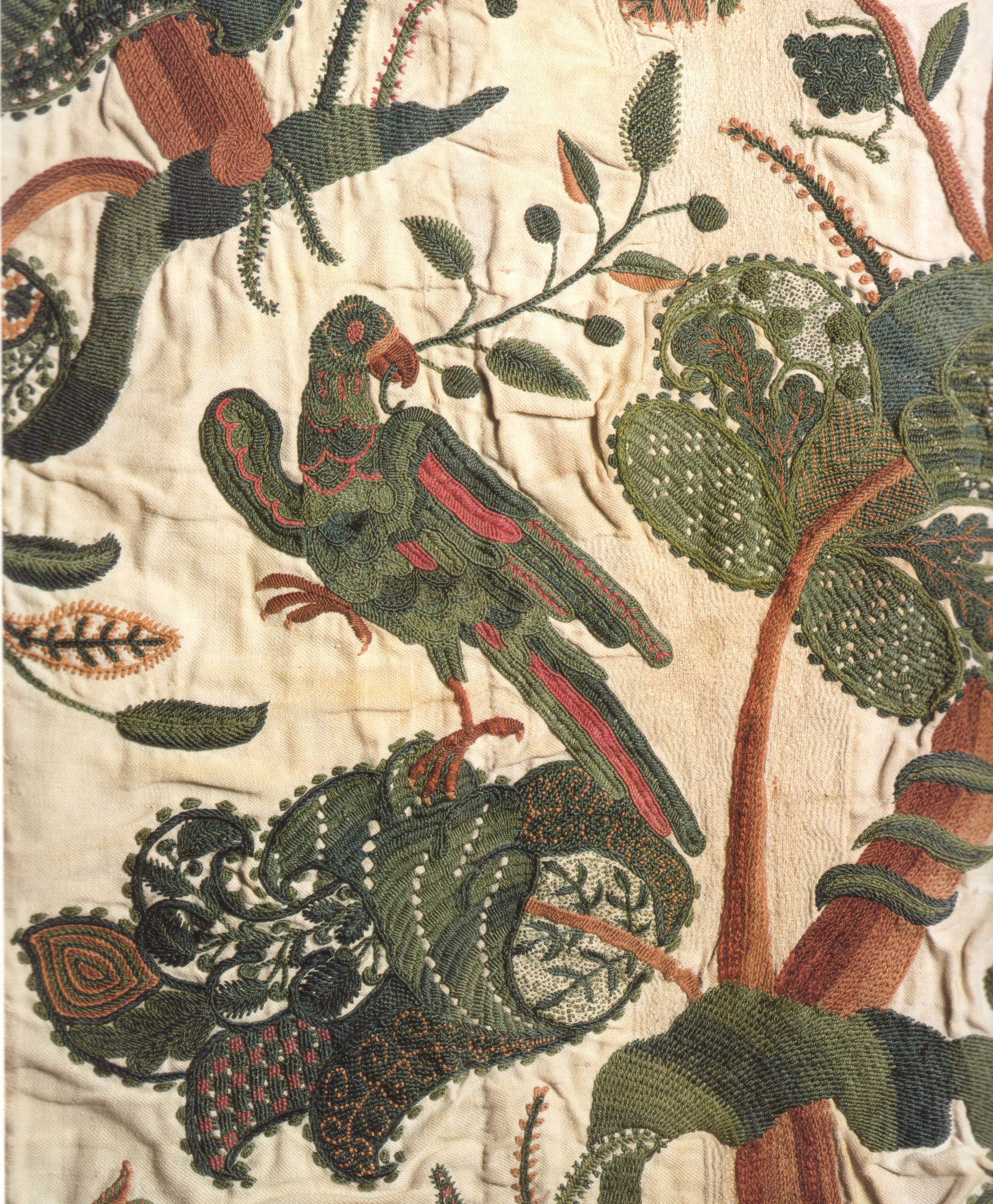
Bordado Crewel en una cortina, aprox. 1696, Victorian & Albert Museum

Bordado Crewel  es un tipo de bordado de superficie que utiliza lana. Una variedad ancha de bordado con diferentes puntadas que suele seguir un esbozo de diseño que se aplicó al tejido. La técnica tiene al menos mil años.[cita requerida]
El bordado Crewel no es identificado con estilos particulares de diseños, sino es bordado con el uso de un hilo de lana.: 102   La lana crewell moderna es una manufactura fina disponible en muchos colores diferentes. El bordado Crewel es a menudo asociado con Inglaterra en los siglos XVII y XVIII, y de Inglaterra fue llevada a las colonias americanas, siendo particularmente popular en Nueva Inglaterra. Los puntos y diseños que se utilizaron en América eran más sencillos y más económicos debido a la escasez de lana de crewel. La Sociedad de Azul y Blanco Needlework (1896–1926) revivió interés por el crewel bordado en los Estados Unidos.